# Bratapfel

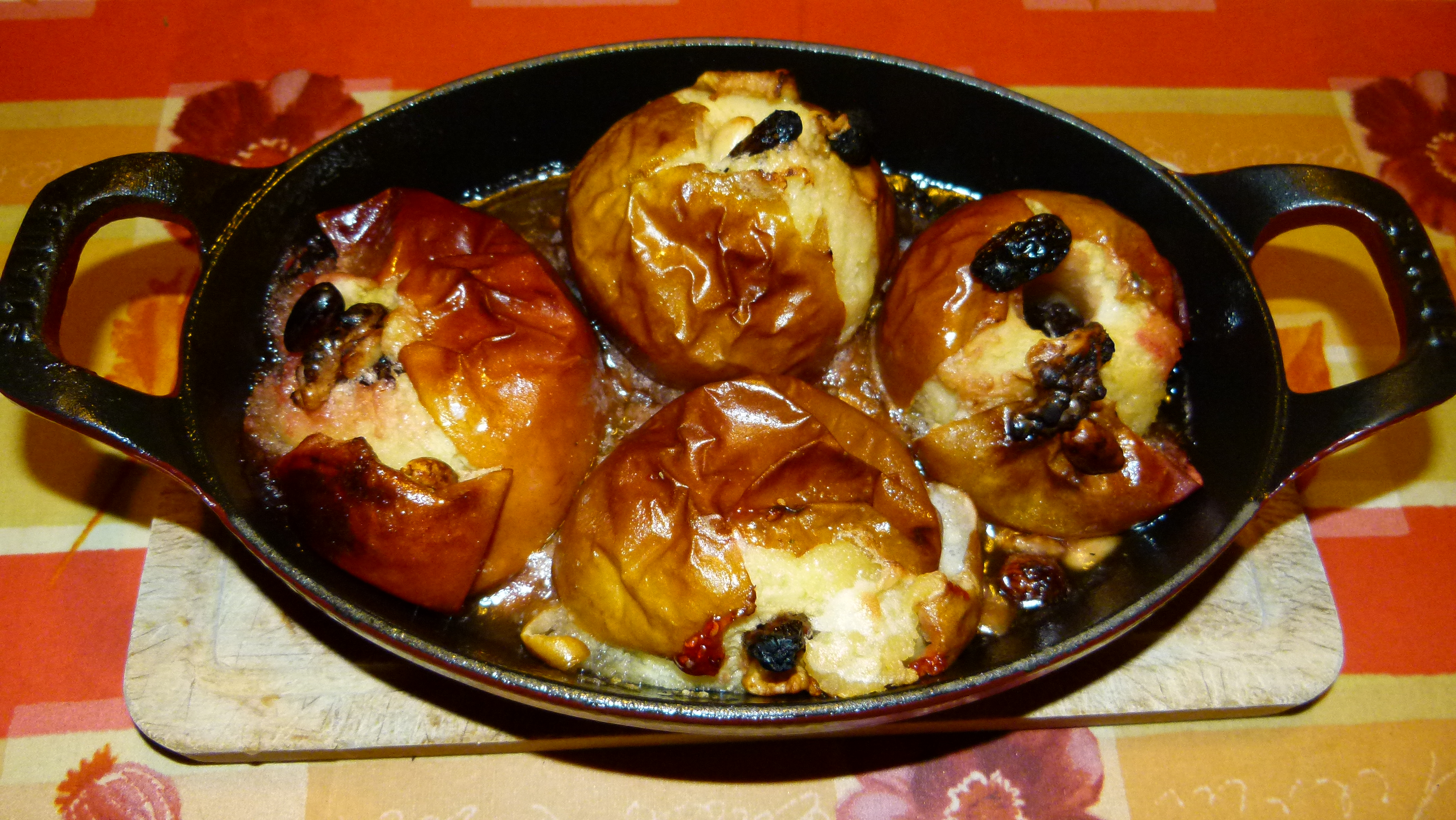
Bratäpfel

Bratäpfel sind eine einfache Süßspeise aus im Ofen gebackenen Äpfeln. Sie werden traditionell im Winter zur Weihnachtszeit aus lagerfähigen, festen und säuerlichen Apfelsorten wie Boskoop zubereitet.

## Zubereitung
In der einfachsten Zubereitungsform werden die ganzen, ungeschälten Äpfel bei mittlerer Hitze gebacken, bis die Schale aufplatzt, und mit Zucker und Zimt bestreut serviert. Meist wird jedoch das Kerngehäuse vorher herausgeschnitten und das Loch mit einer Mischung aus z. B. Nüssen, Rosinen, Konfitüre, Marzipan, Preiselbeeren, Mandeln und Gewürzen wie Zimt und Nelken gefüllt. Häufig werden Bratäpfel mit Vanillesauce serviert.

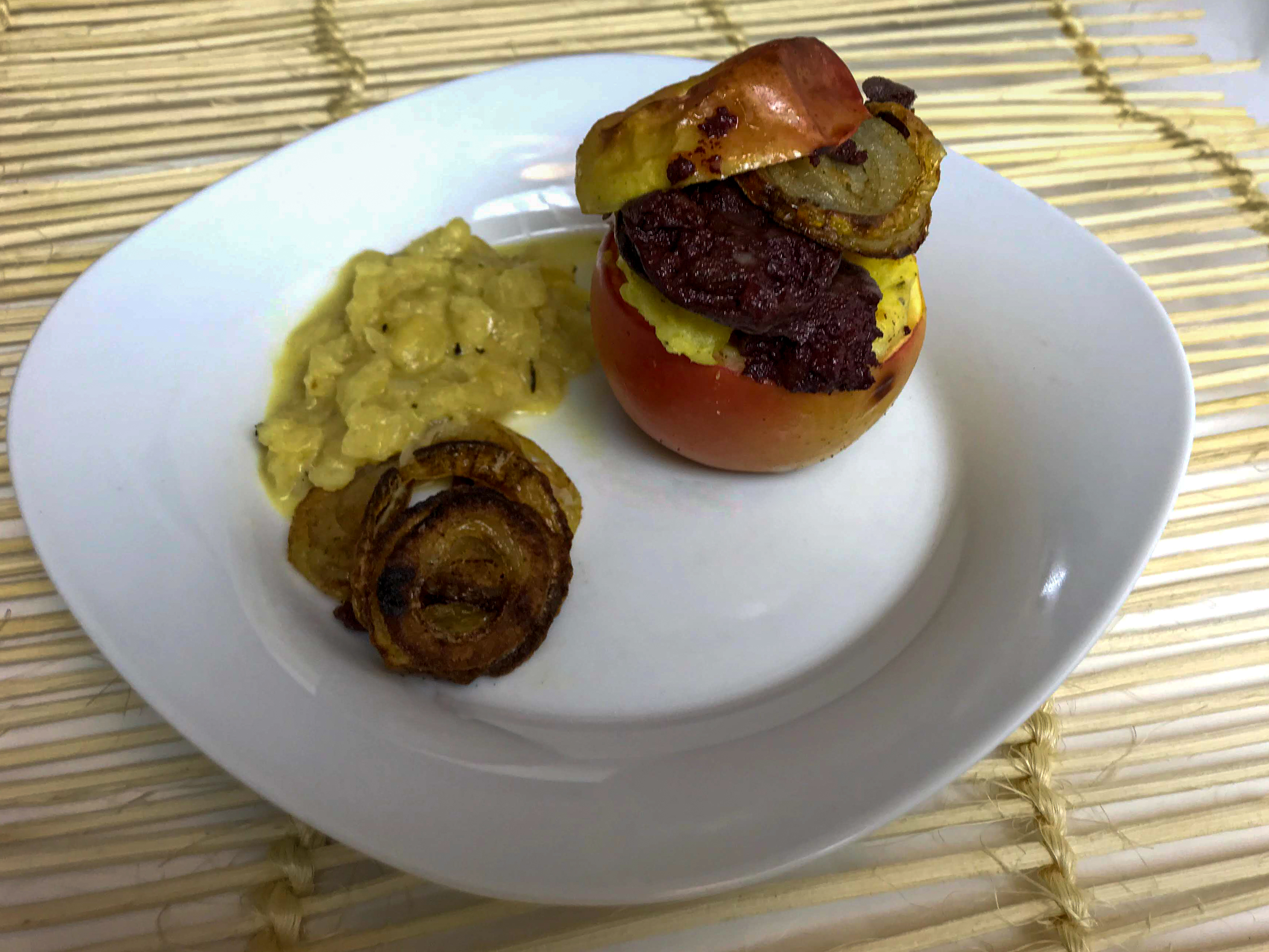
Gefüllter Bratapfel mit Kartoffelpüree, Zwiebeln und gebackener Blutwurst

Alternativ können Bratäpfel auch mit einer deftigen Füllung zubereitet werden, etwa mit einer Apfel-Zwiebel-Füllung mit aufliegender oder unter die Füllung gemischter Blutwurst.

## Belege
1. ↑  Gefüllter Bratapfel mit Kartoffelpüree und Flönz, Rezept aus der Fernsehsendung Hier und Heute des WDR, abgerufen am 23. März 2018.